# ペチパンツ
ペチパンツ（ペティパンツ）（英語：Pettipants）は、スカートやワンピースの下に着用するファウンデーションのひとつ、ペティコートのズボン版である。スカートの滑りをよくしたり、下着が透けて見えるのを防止したり、下着のラインやスカートのポケットの中に入れた物の影響が上に出るのを防いでシルエットを整える、アンダースカートとして使われる。それだけでなく、丈の短いスカートの中を見られたり盗撮されることを防ぐ目的で、見せパンやドロワーズやパニエと同じく、オーバーパンツ的な使われかたもされている。また、スパッツなどに代わるものとして、アウターウェア的な使い方ができるデザインのものも派生している。
可愛らしさを演出する数段のティアードフリルの飾りが付けられたものは、フリルペチと呼ばれることもある。また、特にアウターウェアとして着用するよう意識されたデザインのものを、ミニスカパンと呼ぶこともある．が、通販サイトなどではたいていペチパンツという言葉が添えられる傾向が認められる(2014年現在)。近年社会問題化している盗撮を防ぐ目的で、女児に履かせるケースや、女生徒の制服のスカートの下に、下着の露出を防ぐこの種のオーバーパンツの着用を義務付ける私立校も増えてきている。

## 特徴の違い
ペティパンツは、基本的にはズボンの形をしていて、スパッツやショートパンツやドロワーズなどに似た要素を備えているが、以下のような明確な違いがある。オーバーパンツとして使われるドロワーズが、裾を紐やゴムで絞って足に密着させる形状なのに対して、ペティパンツはズロースやフレアパンティと同じように裾を絞るものが特に付属しないことが多い。また、ドロワーズやフレアパンティはスカートやワンピースの裾丈より短い物が選ばれるが、ペティパンツはスカートの裾丈より長い物を選んで、ペティコートやパニエと同じようにフリルなどの装飾を絶対領域から積極的にチラ見せすることを主目的にしている点が異なる。さらに、スパッツと同じように、外からはっきり見えるように履くことを目的にデザインされたものもある。フレアパンティと違って、股割りズロースと同じように真ん中が分割する機能を備えたものもある。スパッツやフレアパンティと比べると、スカートの下に履いて形状を整えたり、汗などの発散を促してアウターウエアが濡れて肌に貼り付いたり汚れることを防ぐ目的で、アンダースコートのような多段のティアードフリルの飾りがふんだんにあしらわれているものが多い。パニエはスカートの形状をしているものが多いが、ペティパンツはズボンの形状をしている点で異なる。また、パニエのほうがスカートをより大きく広げることを意識した作りになっているのに対して、ペティパンツは比較的腿に沿う形状をしている。ショートパンツに比べると、女性らしさを演出するレースの飾りが裾に付くなど、インナーウェア的な可愛らしさを演出する要素が加味されたデザインになっている。